# Allium inconspicuum
Allium inconspicuum är en amaryllisväxtart som beskrevs av Aleksei Ivanovich Vvedensky. Allium inconspicuum ingår i släktet lökar, och familjen amaryllisväxter. Inga underarter finns listade i Catalogue of Life.